# Sint-Amanduskerk (Aspelare)

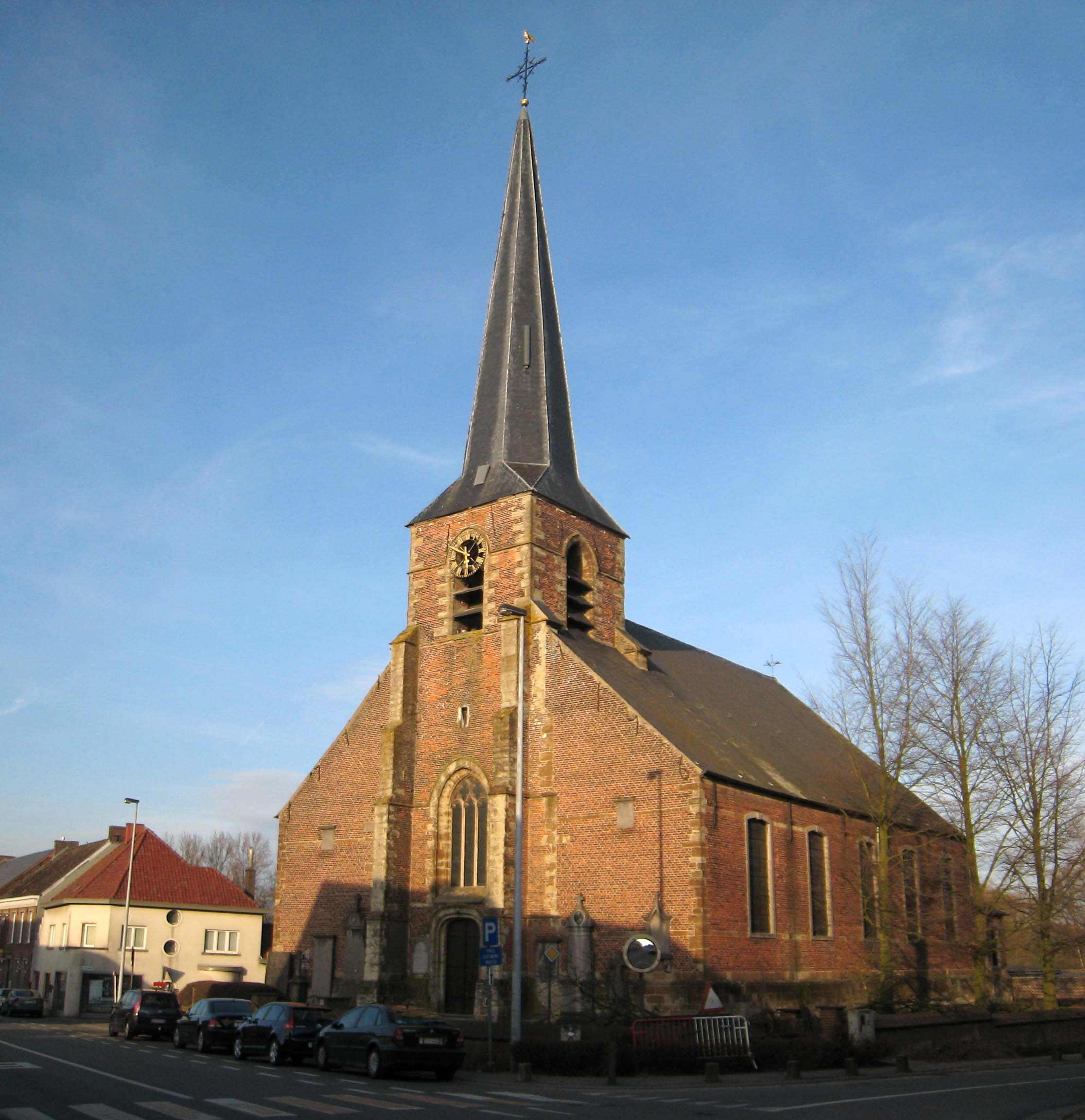
Sint-Amanduskerk

De Sint-Amanduskerk is de parochiekerk van de tot de Oost-Vlaamse gemeente Ninove behorende plaats Aspelare, gelegen aan de Geraardsbergsesteenweg 308.

## Geschiedenis
Er was sprake van een 15e-eeuwse zaalkerk die in 1631 werd hersteld en die in 1776 voorzien werd van twee zijbeuken. Het patronaatsrecht van de kerk berustte bij de de Geraardsbergse Sint-Adriaansabdij.

## Gebouw
Het betreft een georiënteerde driebeukige bakstenen kerk waarvan de zijgevels classicistisch ogen met segmentboogvensters. De ingebouwde westtoren is 15e-eeuws en bevat een aantal zandstenen elementen waaronder het korfboogportaal. Het gotisch koor is 15e-eeuws.
De kerk wordt omgeven door een kerkhof.

## Interieur
De kerk bezit een tweetal 17e-eeuwse schilderijen te weten: Maria Ten Hemelopneming en Kruisafneming. Uit de 18e eeuw stammen de schilderijen: Onthoofding van Johannes de Doper, Onze-Lieve-Vrouw op maansikkel en de Doop van Jezus in de Jordaan.
Een Sint-Amandusbeeld is van de 2e helft van de 17e eeuw. Uit de 18e eeuw zijn beelden van Sint-Cornelius en van Sint-Johannes de Doper.
Uit de 18e eeuw zijn de koorbanken en lambrisering in rococostijl. Ook de preekstoel in Lodewijk XVI-stijl, stamt uit de 2e helft van de 18e eeuw.
Het doksaal is van 1780 en het orgel, van 1783, werd vervaardigd door Lambert-Benoît Van Peteghem. Het doopvont is 18e-eeuws. Er zijn grafstenen uit de 17e en 18e eeuw.